# Bipalium simrothi
Bipalium simrothi és una espècie de planària terrestre que habita a les illes Natuna i a l'oest de Malàisia. Arriba a mesurar 31 mm de longitud i 5 mm d'amplada.